# Silvio Vietta
Silvio Vietta (Berlino, 7 agosto 1941) è un critico letterario tedesco, è professore emerito dell’Università di Hildesheim.
Le sue ricerche si concentrano sulla letteratura tedesca, la filosofia e la storia della cultura europea. Nell'ambito della letteratura sono al centro dei suoi studi l'espressionismo, il primo romanticismo e l'epoca moderna. Vietta si è occupato anche di Heidegger e di Hans-Georg Gadamer, da lui conosciuti personalmente. Nel 2001 ha avuto con Gadamer l'ultima conversazione con lui data alle stampe (2002). Le sue ricerche più recenti hanno per oggetto la storia della cultura europea ed in particolare la razionalità quale forza motrice della storia europea e della odierna globalizzazione.

## Biografia
Silvio Vietta è il figlio di Egon Vietta e di Dorothea, nata Feldhaus. Nel 2012 Vietta ha curato assieme allo studioso italiano Roberto Rizzo il carteggio tra Egon Vietta e Hermann Broch. Dopo aver studiato all'università germanistica, filosofia, anglistica e pedagogia nel 1970 si è addottorato presso l'Università di Würzburg con una tesi dal titolo 'Sprache und Sprachreflexion in der modernen Lyrik'. Vietta ha iniziato la sua carriera lavorativa come lettore presso l'Elmira College/ USA. Nel 1981 ha conseguito la libera docenza in filologia tedesca moderna presso l'Università di Mannheim con una tesi intitolata Neuzeitliche Rationalität und moderne literarische Sprachkritik e ha tenuto corsi alle università di Heidelberg, Tübingen, Mannheim e Hildesheim. A Hildesheim Vietta ha contribuito a dare vita al corso di laurea in “Kulturpädagogik” (oggi ribattezzato “Kulturwissenschaften und ästhetische Praxis”) e ha dato un'impronta durevole agli studi culturali. Nel 2006 è stato visiting professor presso l'Università di Mosca (RGGU), nel 2007 e nell'anno accademico 2008-09 presso l'Università di Sassari, in Italia, e nel 2012 presso l'Università di Campinas in Brasile. Vietta è membro dell'advisory board di “Angermion”, “Jahrbuch für britisch-deutsche Kulturbeziehungen” e dell'ANVUR (Agenzia Nazionale Valutazione Ricerca Universitaria) in Italia, come pure dell'associazione internazionale dei germanisti. È padre di due figli: Isabel (* 1974) e Claudio (* 1979).

## Riconoscimenti
- Friedrich-Nietzsche-Preis 2006/07[1]

## Teoria
Vietta è specializzato nello studio delle macroepoche. Ha pubblicato ricerche fondamentali sull'espressionismo, il primo romanticismo e la modernità letteraria ed estetica. Nel 1991 ha curato assieme a Richard Littlejohns l'edizione critica delle opere dello scrittore romantico Wilhelm Heinrich Wackenroder. Nel 2012 una pubblicazione dal titolo Texte zur Poetik ha ricostruito la storia delle poetiche europee da Platone ed Aristotele fino alla modernità ed al postmodernismo passando per il medioevo e l'epoca moderna. Vietta è uno dei fondatori di una nuova linea di ricerca sull'Europa, l'‘europeistica', grazie ai suoi studi sulla storia della cultura europea e recentemente sulla razionalità e sulla civiltà europea e globale fondata su di essa.

## Opere
- Vietta, Silvio: Sprache und Sprachreflexion in der modernen Lyrik. Bad Homburg 1970.
- Vietta, Silvio: Expressionismus. (zus. mit H.G. Kemper). Siebte Auflage. München 2001 (1975).
- Vietta, Silvio: Die Lyrik des Expressionismus. (Hg.) 4. Aufl. Tübingen 1999 (1976).
- Vietta, Silvio: Neuzeitliche Rationalität und moderne Literarische Sprachkritik. München 1981.
- Vietta, Silvio: Die literarische Frühromantik. Göttingen 1983.
- Vietta, Silvio: Literarische Phantasie: Theorie und Geschichte. Barock und Aufklärung. Stuttgart 1986.
- Vietta, Silvio: Heideggers Kritik am Nationalsozialismus und an der Technik. Tübingen 1989. (Französ. Übersetzung Paris 1993, japan. Übersetzung Tokio 1996).
- Vietta, Silvio: Wilhelm Heinrich Wackenroder. Sämtliche Werke und Briefe. Historisch-kritische Ausgabe. Hrsg. mit R. Littlejohns. Bd. I: Werke. Heidelberg 1991. Bd. II: Briefwechsel, Reiseberichte, philologische Arbeiten, 'Das Kloster Netley'. Lebenszeugnisse. Heidelberg 1991.
- Vietta, Silvio: Die Literarische Moderne. Eine problemgeschichtliche Darstellung der deutschen Literatur von Hölderlin bis Thomas Bernhard. Stuttgart 1992.
- Vietta, Silvio (Hg.): Romantik und Renaissance. Die Rezeption der italienischen Renaissance in der deutschen Romantik. Stuttgart 1994.
- Vietta, Silvio: Die vollendete Speculation führt zur Natur zurück. Natur und Ästhetik. Leipzig 1995.
- Vietta, Silvio (Hg.): Ehrenpromotion Martin Walser. Reden. Schreiben. Vertonen. 108 S. Hildesheim 1996.
- Vietta, Silvio/Kemper, Dirk (Hg.): Ästhetische Moderne in Europa. Grundzüge und Problemzusammenhänge seit der Romantik. München 1998.
- Vietta, Silvio/Kemper, Dirk (Hg.): Germanistik der 70er Jahre. Zwischen Innovation und Ideologie. München 2000.
- Vietta, Silvio (Hg.): Das literarische Berlin im 20. Jahrhundert. Stuttgart 2001.
- Vietta, Silvio: Ästhetik der Moderne. Literatur und Bild. München 2001.
- Hans-Georg Gadamer/Vietta, Silvio: Im Gespräch. München 2002 (tr. it. A colloquio. Frammenti di memoria di un grande saggio, a cura di R. Rizzo, Milano 2007).
- Vietta, Silvio (Hg. u.a): Das Europa-Projekt der Romantik und die Moderne. Ansätze zu einer deutsch-italienischen Mentalitätsgeschichte. Tübingen 2005.
- Vietta, Silvio (Hg.): Moderne und Mythos. München 2006.
- Vietta, Silvio: Der europäische Roman der Moderne. München 2007.
- Vietta, Silvio: Europäische Kulturgeschichte. Eine Einführung. Erweiterte Studienausgabe. München 2007.
- Vietta, Silvio (Hg. u. a.): Ästhetik – Religion – Säkularisierung I: Von der Renaissance zur Romantik. München 2008. Bd. II: Die klassische Moderne. München 2008.
- Gehler, Michael/Vietta, Silvio (Hg.): Europa - Europäisierung - Europäistik. Neue wissenschaftliche Ansätze, Methoden und Inhalte. 543 S. Wien 2010.
- Vietta, Silvio (Hg.): Texte zur Poetik. Eine kommentierte Anthologie. 272 S. Darmstadt 2012.
- Vietta, Silvio/Rizzo, Roberto (Hg.): "sich an den Tod heranpürschen...". Hermann Broch und Egon Vietta im Briefwechsel 1933 - 1951. 367 S. Göttingen 2012.
- Vietta, Silvio: Rationalität. Eine Weltgeschichte. Europäische Kulturgeschichte und Globalisierung. 500 S. München 2012.